# Neoclytus discretus
Neoclytus discretus là một loài bọ cánh cứng trong họ Cerambycidae.